# غسانیان
غَسّانیان، ملوک غسانی، بنو غسان یا غساسنه یا آل جفنه نام دولتی بود در شمال غربی شبه‌جزیره عربستان و در همسایگی مرزهای امپراتوری روم شرقی. غسانیان در اصل اعرابی از طایفهٔ ازد بودند که در میان سال‌های آغازین سدهٔ سوم تا سدهٔ پنجم میلادی از جنوب عربستان به حدود شام کوچیده‌بودند. غسانیان تابع روم بودند و ضمن آنکه مرزهای روم را از تازش‌های گاه و بیگاه اعراب بادیه پاس‌می‌داشتند، در موضع رقابت با لخمیان قرارداشتند و در زمان جنگ‌های ایران و روم، همراه رومیان بودند. پادشاهان این دوده دارای خودمختاری بوده و از امپراتوران روم مواجب و همچنین القاب بطریق و فیلارک را دریافت می‌داشتند. غسانیان در اصل از زبان آرامی شامی استفاده می‌کردند اما زبان عربی را کنار نگذاشتند.
نخستین پادشاه و نیز سرشناس‌ترین آنان حارث بن جبله بود که از سوی دولت روم صاحب لقب فیلارک و عهده‌دار حکومت ناحیهٔ حوران شد.

## ریشهٔ نام
غسانیان در اصل از اعراب جنوب عربستان بودند. سپس در سدهٔ سوم میلادی به سوی شام حرکت کردند. در این مسیر آنها مدتی را نیز در تهامه در کنار چشمه یا چاهی به نام غسّان ساکن بودند، در نتیجه نام ایشان از این مکان برگرفته شده‌است. همچنین خاندان غسانی را به نام جفنه -نیای حراث بن جبله نخستین پادشاه این خاندان- آل جفنه نیز می‌خوانند.

## دین غسانیان
غسانیان با مهاجرت به شام با جماعت‌های یونانی همنشین شدند و باورهای ایشان در آنان اثر گذاشت. با برآمدن مسیحیت آنان در نخستین سال‌های پس از میلاد بدین دین و مذهب یعقوبی گرویدند. هنگامی که فتوحات اسلام به شام رسید، بیشتر غسانیان ترجیح دادند تا بر دین مسیحی بمانند، در نتیجه به صورت جزئی از مسیحیان سریانی‌زبان درآمدند.